# Mark Kleiman
Mark Albert Robert Kleiman (18 de maio de 1951 – 21 de julho de 2019) foi um professor americano, autor e blogueiro que discutia questões relacionadas à drogas e sobre política de justiça criminal. Foi professor de políticas públicas na Universidade de Nova York, em 2015, tornou-se diretor do Programa de Criminalidade e Justiça do Marron Instituto de Gestão Pública da Universidade de Nova York. Kleiman era um especialista na área de crime e políticas de drogas, tendo escrito vários livros sobre o tema.